# Volant junts
Volant junts (originalment en francès, Donne-moi des ailes) és una pel·lícula d'aventures francesa del 2019 dirigida per Nicolas Vanier. La pel·lícula està inspirada en la història de Christian Moullec, pilot d'ultralleugers i conservacionista francès. Es va estrenar al Festival de Cinema Francòfon d'Angulema el 2019. El 2020 es va estrenar el doblatge en català als cinemes. L'aventurer i escriptor Nicolas Vanier va escriure un llibre i un còmic adaptat de la pel·lícula.

## Sinopsi
En Christian és un científic visionari, especialista en oques salvatges. En Thomas, el seu fill, es veu obligat a passar unes vacances amb el seu pare perquè la seva mare no el pot mantenir. Per a aquest adolescent obsessionat pels videojocs, aquesta estada en plena natura promet ser un autèntic malson. Tanmateix, s'acostarà al seu pare i s'adherirà al seu boig projecte: salvar les oques rialleres petites, una espècie d'oques en perill d'extinció, guiant-les des del seu ultralleuger per ensenyar-los una nova ruta migratòria menys perillosa que la que adopten normalment. Aquest és l'inici d'un viatge perillós a Noruega.

## Repartiment
- Jean-Paul Rouve: Christian
- Louis Vazquez: Thomas
- Mélanie Doutey: Paola
- Lilou Fogli: Diane
- Frédéric Saurel: Bjorn
- Grégori Baquet: Julien
- Dominique Pinon: Pichon
- Philippe Magnan: Ménard
- Jean-Pierre Pernaut: ell mateix
- Laurent Delahousse: ell mateix

## Producció
El rodatge va tenir lloc a la Camarga, sobretot a Lo Grau dau Rèi, al començament de juny de 2018. Arran d'una polèmica per la pèrdua de cinc-cents ous de flamenc rosat, provocada per diversos vols a baixa alçada d'un avió ultralleuger per sobre de les salines d'Aigüesmortes, i per la qual van rebre una denúncia, es va reprendre la gravació a la badia del Somme, als aiguamolls de la riba de l'Oise, a Noruega a l'estiu i a la Picardia durant l'hivern següent.

## Taquilla
Amb 1.436.402 espectadors, va ser la 35a pel·lícula francesa del 2019 més vista als cinemes.